# Pau Roca i Jover
Pau Roca i Jover (Barcelona, 24 de juny de 1982) és un actor català de teatre, cinema, televisió i doblatge.
Ha estudiat a l'Escola d'Art Dramàtic Nancy Tuñón i a l'Escola Superior de Cinema i Audiovisuals de Catalunya (ESCAC). Ha fet tallers i seminaris de teatre i cinema amb Jordi Frades, Pep Armengol, Joan Marimon, Txiki Berraondo, Juan José Campanella, Walter Rippel, Julio Manrique i Will Keen. L'any 2001 debutà al teatre amb El zoo de cristal de Tennessee Williams, i el 2003 ho feu a la televisió amb un petit paper a la sèrie El Comisario. La seva imatge es feu familiar als espectadors catalans quan durant sis anys encarnà el paper de "Rafa González" a la sèrie televisiva Ventdelplà. A banda d'una extensa experiència televisiva, amb la seva llarga actuació a Ventdelplà i a altres sèries, ha interpretat diverses pel·lícules i curtmetratges i ha actuat en diverses obres de teatre.

## Carrera professional

### Teatre[4]
Actor
- 2004: Trilogía en Nueva York, de Harvey Fierstein i direcció d'Òscar Molina
- 2004-2005: Actes indecents, de Moisés Kaufman i direcció de Teresa Devant
- 2005-2006: La cabra o qui és Sylvia?, d'Edward Albee i direcció de Josep Maria Pou
- 2009: Romeo y Julieta, de William Shakespeare i direcció de Will Keen
- 2009: Pasqua, d'August Strindberg i direcció de Francesc Cerro
- 2010: L'illa dels monzons, de Quim Monzó i direcció de Jordi Faura
- 2010-2011: Londres (Paret Marina/T5), de Simon Stephens i direcció de Marta Angelat
- 2011-2012: The Guarry Men Show, de Pau Roca i direcció de Pau Roca
- 2011: Una vella, coneguda olor, de Josep Maria Benet i Jornet i direcció de Sergi Belbel
- 2011-2012: Cock, de Mike Bartlett i direcció de Marta Angelat[3]
- 2012: Hamlet, de William Shakespeare i direcció de Will Keen
- 2012: Punt Mort, de Blanca Domènech i direcció de La Virgueria
- 2012-2013: Viatge a la lluna, de Xavier Montsalvatge, Josep Maria Espinàs, Albert Guinovart i Pau Miró, i direcció de Pau Miró
- 2013: Si existeix, encara no ho he trobat, de Nick Payne i direcció de Marilia Samper
- 2013: Fa una mica de soroll, de Romina Paula i direcció d'Albert Prat
- 2014: Pulmons, de Duncan MacMillan i direcció de Marilia Samper[5]
- 2015:El Público, de Federico García Lorca i direcció d'Àlex Rigola[6]
- 2016:Història, de Jan Vilanova Claudín i direcció de Pau Roca[7]
- 2016:Pretty, de Neil LaBute i direcció de Marilia Samper[8]

Director
- 2011-2012: The Guarry Men Show, de Pau Roca
- 2013: Elvis & Whitney, d'Ivan Tomas
- 2016:Història, de Jan Vilanova Claudín

### Televisió
- 2005-2010: Ventdelplà, 156 episodis
- 2007-2009: Mir, 25 episodis
- 2008: Lex, 16 episodis
- 2013: Gran Reserva. El origen, 18 episodis[9]
- 2013: Niños robados, mini-sèrie de dos episodis

### Cinema
- 2004: Joves, de Carles Torras i Ramon Térmens
- 2005: Fi de curs, dirigida per Miguel Martí
- 2007: Pactar amb el gat, amb direcció de Joan Marimon
- 2013: Barcelona, nit d'estiu, dirigida per Dani de la Orden
- 2019: L'enigma Verdaguer (telefilm), de Lluís Maria Güell